# Іконников Володимир Миколайович
Володимир Миколайович Іконников (нар. 3 листопада 1946, село Бритавка, Чечельницький (тепер Гайсинський район), Вінницька область, Українська РСР, СРСР — пом. 7 березня 2011, Кодима, Подільський район, Одеська область, Україна) — український прозаїк, журналіст та перекладач, член Національної спілки письменників України (1994).

## Життєпис
Народився 3 листопада 1946 року в селі Бритавка Чечельницького району на Вінниччині. Випускник Київського інституту культури 1973 року. У 1978 почав працювати у редакції літератури народів СРСР видавництва «Детская литература». Мешкав у Москві. У 1980 році закінчив Московський заочний педагогічний інститут. Від 1985 — член Союзу журналістів Москви. З 1988 — на творчій роботі.
Неодноразово брав участь в арктичних експедиціях. 27 квітня 1988 року під час здійснення лижного переходу СРСР-Північний полюс-Канада перший в історії людства встановив Прапор України в точці Північного географічного полюса. За участь у підготовці та проведенні полярної експедиції газети «Комсомольская правда» нагороджений Почесною грамотою ЦК ВЛКСМ (1986).
В останні роки життя мешкав у Кодимі, де помер 7 березня 2011 року. Похований у Бритавці.

## Творчість
Автор перекладів українською мовою: з аварської повісті Муси Магомедова «Змія під копитом» (1981); з інгуської — роману Ахмеда Мальсагова «Людина, якій завжди важко» (1983); з казахської — повість Марата Кабанбаєва «Арстан, я та віолончель» (1984); з російської — роман Чингіза Айтматова «І понад вік триває день» («Твори», у 2-х т., т. 2, 1983), книгу космонавта Павла Поповича «Нескінченні дороги Всесвіту» (2000; усі — Київ), пߴєсу Євгена Євтушенка «Ех, мушкетери, мушкетери!» (поставлена 2003 у Київському українському драматичному театрі ім. І. Франка, режисер Дмитро Чирипߴюк); з грецької — драму Дімітріса Псатаса «Потрібен брехун» (поставлена у 2003 в Миколаївському українському театрі драми та музичної комедії, режисер Костянтин Пивоваров, у 2004 у Вінницькому українському музично-драматичному театр імені Миколи Садовського, режисер Віталій Селезньов та у 2005 в Ужгородському музично-драматичному театрі, режисер Анатолій Філіпов). Перекладав російською мовою твори Юрія Збанацького («Красная роса», Москва, 1983), Павла Загребельного (двотомник «Тысячелетний Миколай», роман «Брухт»), Олега Чорногуза («Примхи долі», «Дари пігмеїв», «Золотий скарабей» та «Ремезове болото»), Володимира Яворівського («Волчья ферма», Москва, 2006). Створив низку теле- і радіопередач про арктичні експедиції, в яких брав участь.